# Kapoly, Somogy
Kapoly  este un sat în districtul Tab, județul Somogy, Ungaria, având o populație de 689 de locuitori (2011). 

## Demografie
Componența etnică a satului Kapoly
     Maghiari (95%)
     Romi (2,5%)
     Germani (2,5%)
Componența confesională a satului Kapoly
     Reformați (15,82%)
     Fără religie (5,52%)
     Luterani (1,16%)
     Necunoscută (76,78%)
     Atei (0,73%)
     Alte religii (1,02%)
Conform recensământului din 2011, satul Kapoly avea 689 de locuitori. Din punct de vedere etnic, majoritatea locuitorilor (95,0%) erau maghiari, existând și minorități de germani (2,5%) și romi (2,5%). Nu există o religie majoritară, locuitorii fiind reformați (15,82%), persoane fără religie (5,52%) și luterani (1,16%). Pentru 76,78% din locuitori nu este cunoscută apartenența confesională.